# Екс (фільм)
«Екс» (від слова «експропріація») — український повнометражний художній фільм режисера Сергія Лисенка за сценарієм Ярослава Яріша про пограбування пошти, здійснене членами УВО у 1932 році. Сценарій засновано на реальних подіях й базується на пограбуванні пошти у місті Городку 30 листопада 1932 року, здійсненого членами УВО-ОУН.
Прем'єра кінокартини в Україні відбулася 23 січня 2020.

## Синопсис
Стрічка розповідає про групу молодих українських підпільників УВО, які готують так званий «екс» — експропріаційний акт у місті Городок. Повстанці на прізвиська Чорний, Зюк, Явір і Терен планують пограбування поштового відділення міста для потреб опору, та все йде не за планом.

## Творча команда
- Режисер: Сергій Лисенко
- Продюсер: Андрій Границя
- Сценарист: Ярослав Яріш
- Оператор-постановник: Сергій Михальчук
- Художник-постановник: Влад Одуденко
- Художник з костюму (службовий костюм): Босович Ельвіра Богданівна
- Композитори: Роман Григорів, Ілля Разумейко
- Звук: Євген Петрус, Олексій Бевз

## У ролях
- Орест Пастух — Чорний
- Роман Кривдик — Зюк
- Василь Колісник — Терен
- Віталій Гордієнко — Явір
- Анатоль Фон-Філандра — батяр Юрко
- Ліза Бакуліна — Кася
- Аліна Коваленко — Бася
- Олександр Норчук — селянин
- Ярослав Федорчук - Місько (сільський батяр)
- Юлія Хміль — ?
- Артур Шалак — ?
- Владислава Глєба — Ганнуся
- Володимир Чухонкін — Ясь

## Виробництво

### Кошторис
Проєкт фільму став переможцем 8-го конкурсного відбору Держкіно у березні 2016 року. Кошторис фільму склав 25,7 мільйони гривень, із них 12,8 — державне фінансування.

### Сценарій
Сценарист Ярослав Яріш виборов другу премію зі сценарієм фільму «Екс» на конкурсі Коронація слова у 2015 році, де на нього звернув увагу режисер Сергій Лисенко, який був членом журі. Після цього сценарій пройшов конкурсний відбір на державне фінансування.

### Фільмування й кастинг
Для режисера принциповою була співпраця із маловідомими талановитими акторами. Для того, аби фільм був більш автентичним, режисер також намагався брати акторів родом із Західної України, де й відбуваються дії кінострічки, а не акторів з Києва.
Знімання фільму розпочалися в середині грудня 2016 року на Львівщині, продовжилися у травні — червні 2017 року в Києві, й завершилися наприкінці червня 2017 року у Львові. Творці завершили монтаж та пост-продакшн фільму у квітні 2018 року, коли й була презентована готова версія фільму експертам Держкіно.

### Музика
Спочатку автором музики та пісень до фільму повинен був виступити фронтмен гурту «Гайдамаки» Олександр Ярмола. та зрештою композиторами стали Ілля Разумейко та Роман Григорів.

## Реліз
Фільм вийшов у прокат в Україні 23 січня 2020 року.

## Відгуки кінокритиків
Фільм отримав неоднозначні відгуки кінокритиків. Так, за словами Ігоря Грабовича, «Екс» – непоганий фільм, добре зроблений на рівні кінематографії, режисури та акторського виконання, по-своєму цілісний, сповнений енергії, цікавих персонажів та правдивої автентики.  Кінооглядач Ігор Кромф зауважив, що у фільмі багато запозичень зі стилістики Квентіна Тарантіно, зокрема, нелінійна фабула сюжету та химерна мотивація персонажів.  А от Андрій Кокотюха назвав картину "ідеологічним провалом", яка розповідає "про поразку, яка нічого не навчила, нічого не змінила, ні у що не вилилася".